# Teksuo
Teksuo är ett spanskt metalcore-band från Mieres i Asturien. Bandet grundades år 2005 och har idag släppt fyra studioalbum samt två EPr och ett demo. Första studioalbumet Jiang Shi gavs ut år 2009 via Ralm Records och inför andra studioalbumet Threnos (2012) skrevs ett kontrakt med Murdered Music/Coroner Records. Efter det har man valt att ge ut musiken på egen hand. 
Musikstilen är huvudsakligen metalcore men innehåller även inslag av post-hardcore och death metal. Låttexterna berör ämnen som våld, hat och orientaliska teman. 

## Medlemmar
- Diego Teksuo - sång
- Samuel - sologitarr
- Rafa - kompgitarr
- Jorge "Yorch" Ruiz - bas
- Constan - trummor

### Tidigare medlemmar
- Adrián - bas
- Xuan - sologitarr
- Daniel Larriet - sång

## Diskografi

### Demo
- 2008: Demo 2008

### Studioalbum
- 2009: Jiang Shi
- 2012: Threnos
- 2015: A New Way To Bleed
- 2020: Endless

### EP
- 2014: Diamonds
- 2017: Nure-Onna

### Singlar
- 2019: Take What You Want (Post Malone cover)
- 2020: Holes (Live)
- 2021: Let It Rain (Acoustic)
- 2021: Phantoms (Acoustic)
- 2022: Natural Born Liars
- 2023: Raise The Flag
- 2023: Rip My Heart Out
- 2024: Lost In A Dream